# Aleksander Staniszew
Aleksander Staniszew (ur.  6 czerwca 1955 w Sofii) – karateka, profesor oświaty.
Jako pierwszy wprowadził do Polski oryginalne karate oraz kobudo.
Aleksander Staniszew ukończył Akademię Górniczo-Hutniczą w Krakowie, studia doktoranckie International University - Missouri U.S.A., studia podyplomowe na Akademii Wychowania Fizycznego w Poznaniu, Wyższej Szkole Pedagogicznej w Kielcach, Uniwersytecie Jagiellońskim w Krakowie i Wyższej Szkole Trenerów Sportu w Warszawie.
Karate uprawia od 1970 roku, aktualnie ma 9 dan w Okinawa Shōrin-ryū Karate i 7 dan w Okinawa Kobudō. Z zakresu kultury fizycznej uzyskał tytuły: Profesora Oświaty (wychowanie fizyczne), doktora sztuk walki, doktora Honoris Causa filozofii sztuk walki, menedżera sportu, trenera kl. I  karate, instruktora sportu Shōrin-ryū Karate, instruktora rekreacji Shorin-Ryu Karate. Wprowadził do Polski Shorin-Ryu Karate oraz Kobudō (1981). Uczestniczył w ponad 150 międzynarodowych szkoleniach (w tym 10 razy na Okinawie). Jest uczniem okinawskiego mistrza Kenyu Chinena. Studiował również karate u mistrza Katsuya Miyahira (sukcesora najstarszego stylu karate) mającego status "narodowego skarbu kultury Japonii" .
Pełni funkcje: Prezydenta Polskiej Unii Shorin-Ryu Karate Kobudo,  oraz Sekretarza Generalnego World Oshu Kai Okinawa Shorin-Ryu Karate Do Kobudo Federation z siedzibą w Tomigusuku na Okinawie. Wykształcił ponad  trzysta czarnych pasów, autor kilkudziesięciu artykułów  w czasopismach krajowych i zagranicznych z zakresu metodyki nauczania i historii karate, autor dwóch książek o karate. Wieloletni współpracownik COS oraz AWF w zakresie kształcenia kadr kultury fizycznej. W latach 1987–91 korespondent prasowy amerykańskiego magazynu o sportach walki "The Fighter International". Prowadził szkolenia z zakresu karate w Belgii, RFN, Francji, Węgrzech, Japonii, Kanadzie. Wprowadził Shorin-Ryu Karate do Czech, Irlandii i Indii. Pełnił funkcje Dyrektora Pucharu Świata W.O.F. na różnych kontynentach. Pomysłodawca oraz Przewodniczący Kapituły Krajowej Nagrody "Sensei" przyznawanej za wybitne osiągnięcia w karate.Organizator licznych imprez sportowych karate o zasięgu ogólnopolskim i międzynarodowym.
Za zasługi w rozwijaniu karate nagrodzony przez Światowy Komitet Karate pod przewodnictwem Gubernatora Prefektury Okinawa (1997), przez prezydentów RP Srebrnym (2002) i Złotym Krzyżem Zasługi (2013), przez Polski Komitet Olimpijski - Brązowym Medalem za Zasługi dla Polskiego Ruchu Olimpijskiego oraz pierwszym Honorowym Tytułem Osobowości Miasta Pińczowa 2007. W 2009 roku otrzymał z rąk Premiera RP nominację na Honorowego Profesora Oświaty oraz z rąk Marszałka Województwa Świętokrzyskiego pierwszy honorowy tytuł "Najlepszego z najlepszych" – Ambasadora Ziemi Świętokrzyskiej. Najpopularniejszy trener powiatu pińczowskiego w Plebiscycie Sportowym 2009, 2010, 2011 Świętokrzyskie Gwiazdy Sportu. W 2009 roku jego postać prezentowana była na wystawie "Oni też studiowali w AGH", zorganizowanej z okazji 90. rocznicy powstania Akademii Górniczo-Hutniczej w Krakowie. W 2014 r. otrzymał tytuł Człowieka 25-lecia w kategorii Edukacja Regionu Świętokrzyskiego oraz tytuł Człowieka 25-lecia powiatu pińczowskiego. Wszedł również (3. miejsce) do "Złotej Dziesiątki" Ludzi 25-lecia Województwa Świętokrzyskiego. 
Obecnie mieszka w Pińczowie.